# Geotermalne elektrane Geysers
Geotermalne elektrane Geysers predstavljaju najveću cjelinu geotermalnih elektrana u svijetu, koja ima preko 350 bušotina, a smještene su u planinama Mayacamas, 116 kilometara sjeverno od San Francisca (Kalifornija, SAD). Sveukupno, geotermalne elektrane Geysers imaju instaliranu snagu od 1517 MW, iako im je stupanj iskorištenja samo 63%, tako da im je stvarna snaga 955 MW.
Geotermalne elektrane Geysers se prostiru na površini od 78 km2 i spadaju u postrojenja sa suhom parom, gdje se koristi suhozasićena para, temperature veće od 220 ºC. Prva elektrana je izgradena 1960., a prva parna turbina je radila preko 30 godina. Najveća proizvodnja električne energije je ostvarena 1987., kada je proizvodnja bila dovoljna za 1,8 milijuna ljudi, a danas se ona smanjila, pa je električna struja dovoljna za oko 1,1 milijuna ljudi.

## Geotermalne elektrane sa suhom parom
Postrojenja sa suhom parom su prvi tip geotermalnih elektrana koje su postigle komercijalni status. Upravo prvo postrojenje instalirano 1904. u mjestu Larderello u Toskani u Italiji bilo je takvo postrojenje. Koriste suhozasićenu ili pregrijanu paru s tlakovima višim od atmosferskog tlaka, direktno iz ležišta bogatog parom.
Para se, dakle, može direktno iz proizvodne bušotine dovoditi u turbinu i nakon ekspanzije ispuštati u atmosferu. Općenito je generirana para pregrijana, te sadrži samo male količine drugih plinova, uglavnom CO2 i H2S. Ovakav direktni ciklus bez kondenzacije je najjednostavnija i najjeftinija opcija za proizvodnju električne energije iz geotermalne energije. Primjenjuju se u slučajevima kada para sadrži velik udio nekondenzirajućih plinova.
Kod postrojenja s kondenzacijom para se kondenzira na izlazu iz turbine i hladi u konvencionalnim rashladnim tornjevima. Nastali kondenzat može se koristiti u rashladnom sustavu elektrane i utiskivati nazad u ležište. Na taj način ležište se obnavlja, te se održava potreban tlak.
Geotermalna elektrana Larderello u Italiji i geotermalna elektrane Geysers u Kaliforniji najveća su svjetska ležišta sa suhom parom. Ukupno instalirana snaga postrojenja sa suhom parom u 2004. godini iznosila je 2 460 MW, što predstavlja 28% ukupne svjetske instalirane geotermalne energije. Prosječna snaga postrojenja sa suhom parom je 39 MW.

## Mogućnost novih potresa
Istraživanja na geotermalnim elektranama Geysers su pokazala porast manjih potresa od 0,5 do 3 stupnja po Richterovoj ljestvici. Najveći potres je zabilježen od 4,6 stupnja po Richterovoj ljestvici i to 1973. 